# بیل بارت (شناگر)
بیل بارت (به انگلیسی: Bill Barrett) (زادهٔ ۱۹۶۰) شناگر اهل ایالات متحده آمریکا است.